# Konrád György (író)
Konrád György (Debrecen, 1933. április 2. – Budapest, 2019. szeptember 13.) Kossuth-díjas magyar író, esszéíró, szociológus. Művei többek között angol, cseh, dán, finn, francia, héber, holland, német, norvég, olasz, orosz, spanyol és szerb nyelven jelentek meg. A kortárs magyar próza világszerte egyik legismertebb alakja.

## Életpályája

### Gyermekkora
Konrád György életének első tizenegy évét Berettyóújfalu nagyközségben töltötte, Magyarország keleti szélén. Apja Konrád József jómódú zsidó vaskereskedő, anyja, Klein Róza nagyváradi zsidó polgárlány volt. Éva nővére 1930-ban született. Konrád György a helybeli zsidó elemi iskolába, majd a polgári iskola első osztályába járt 1944 tavaszáig.
Szüleit az ország német megszállása után a Gestapo és a csendőrség letartóztatta, majd Ausztriába deportálta munkaszolgálatra. A két testvér és még két unokafivér, Zádor István és Pál 1944. június 5-én budapesti rokonokhoz utazott nehezen megszerzett utazási engedéllyel. A rákövetkező napon Berettyóújfalu minden zsidó lakosát a nagyváradi gettóba, onnan pedig Auschwitzba deportálták. Konrád osztálytársait Birkenauban szinte kivétel nélkül megölték. 
A két testvér és az unokafivérek túlélték a vészkorszakot, nagynénjük, Vágó Zsófia jóvoltából, egy svájci védett házban.
1945 február végén Éva és György hazautaztak Berettyóújfaluba. A házukat üresen találták. 1945 júniusában a deportált szülők hazajöttek, és Berettyóújfalu mintegy ezerfős zsidó lakosságából a Konrád család egyetlen kivételként együttesen életben maradt. 1950-ben apja üzletét és a család lakóházát államosították, a szülők pedig Budapesten tanuló gyermekeikhez költöztek. Az életben maradás gyermekkori kalandjáról szól Konrád György Elutazás és hazatérés (2001) című önéletrajzi regénye.

### Tanulmányai
1945-ben magántanuló volt, majd 1946-ban a Debreceni Református Főgimnázium tanulója, illetőleg a neves Debreceni Református Kollégium bentlakó diákja. 1947 és 1951 között a budapesti Madách Gimnáziumba járt. Polgári származása miatt 1951-ben csak az Eötvös Loránd Tudományegyetem Bölcsészettudományi Karának Orosz Intézetébe vették föl, de 1953 áprilisában onnan is kizárták, amikor az intézet a Lenin Intézet nevet vette fel. 
1953 őszén kezdhette meg tanulmányait az Eötvös Loránd Tudományegyetem Bölcsészettudományi Karának magyar szakán, melyet 1956-ban fejezett be. Két ízben innen is kizárták ellenzéki politikai magatartás miatt, de professzorai közbenjárására folytathatta tanulmányait. Diplomamunkáját Pap Károlyról írta.

### Az ötvenes években
1955-ben publikált először az Új Hang című folyóiratban. 1956 őszén az akkor induló kritikus hangvételű Életképek című folyóirat szerkesztőségi munkatársa lett. Az 1956-os forradalom alatt a hallgatókból szerveződött nemzetőrség tagjaként géppisztollyal járta a várost, leginkább azért, hogy lássa, mi történik. Fegyverét sosem használta. Állása hamarosan megszűnt, barátai, nővére, unokafivérei Nyugatra távoztak. Konrád György az otthonmaradás mellett döntött. Megélhetését alkalmi munkákból fedezte. Korrepetált, lektori jelentéseket írt, fordított, segédmunkás volt.
1959 nyarától jutott állandó álláshoz a budapesti, hetedik kerületi gyámhatóságon mint gyermekvédelmi felügyelő. Hét évig maradt ebben a munkakörben, amely A látogató (Magvető Könyvkiadó, 1969) című regényének élményanyagát táplálta.

### A hatvanas években
Az 1960-as évek elején részt vett az akkori fiatal, nem hivatalos írók sporadikus társadalmi életében, különböző kávéházi asztalok és folyóiratok körül szerveződő társaságában. 1960 és 1965 között másodállásban a Magyar Helikon Könyvkiadó lektora volt, ahol felelős szerkesztőként Gogol, Turgenyev, Tolsztoj, Dosztojevszkij, Babel és Balzac műveit gondozta. Esszéket publikált a Jelenkor, a Kortárs, a Nagyvilág és a Valóság című folyóiratokban.
1965-ben állást változtatott, a Városépítési Tudományos és Tervező Intézet tudományos munkatársa lett, ahol városszociológiai kutatásokat végzett a Magyar Tudományos Akadémia szociológiai kutatócsoportjával, szorosabban Szelényi Iván városszociológussal együttműködve. Közös munkájukból számos tanulmány származott: egy könyv Az új lakótelepek szociológiai problémáiról (1969) és két nagyobb munka az ország területi gazdálkodásáról és igazgatásáról, valamint az országban zajló urbanisztikai és ökológiai folyamatokról.
Konrád és Szelényi Iván sokat utaztak vidékre, 1967 és 1972 között ők vezették Pécsett és Szegeden az egész városra kiterjedő átfogó szociológiai kutatásokat. Ekkoriban írta Konrád György első regényét, A látogatót (1969), mely élénk és ellentétes visszhangot keltett: a hivatalos kritika lesújtó volt, a nem hivatalos fölértékelő, a könyv a boltokból napok alatt elfogyott. Hamarosan 13 nyelvre lefordították, rangos kiadók és kritikusok, valamint a hazai írótársak elismerően fogadták. A kor vezető amerikai kritikusa, Irving Howe szerint Konrád ezzel az egy könyvével az európai irodalom élvonalába került.
Urbanisztikai élményvilága segítette A városalapító című regényének (1977) megírását. A látogató nyelvi, formai kísérletét, metaforikus sűrítéseit és halmozásait második regényében radikálisan továbbvitte. "Hier spricht ein Wahnsinniger" ("itt egy őrült beszél"), írta az egyik német kritikus komoly elismerések kíséretében. A városalapító magyarul csak cenzúrázott formában jelenhetett meg a Magvető Könyvkiadónál 1977-ben. Külföldön megjelent többek között a Suhrkamp, a Seuil, a Harcourt, Brace and Jovanovich kiadóknál, valamint Philip Roth Penguin sorozatában Carlos Fuentes előszavával.

### A hetvenes években
Az együttműködés Szelényi Ivánnal idővel barátsággá mélyült, tapasztalataik összegzéseképpen kialakult egy társadalomelméleti koncepció vázlata, melynek alapján 1974-ben megírták Az értelmiség útja az osztályhatalomhoz című könyvüket. Közösen béreltek egy falusi házat Budapest közelében, Csobánkán, és kialakították az együttes írás módszerét, amire időt is tudtak szakítani, mivel Konrád György 1973 júliusában a politikai rendőrség nyomására elvesztette állását. Fél évig a dobai munkaterápiás elmegyógyintézetben dolgozott segédápolóként. Ekkoriban már a kritikai értelmiség határozottabb föllépéssel szerveződött, megjelentek a demokratikus ellenzék tagjainak előzetes tanulmányai és cikkei. Konrád György nagyra tartotta és megpróbálta kijuttatni külföldre fiatal barátjának, Haraszti Miklósnak Darabbér című gyári szociográfiáját. A rendőrség a kéziratot elfogta a határon, az ügyészség 1973 nyarán Haraszti ellen pert indított, Konrádot ügyészi figyelmeztetésben részesítették, az utazástól három évre eltiltották, Harasztit pedig felfüggesztett börtönbüntetésre ítélték.
1974 őszén, kevéssel a külföldön megjelentetni szándékozott Értelmiség-könyv befejezése után a politikai rendőrség is akcióba lépett, a szerzők minden lakóhelyét lehallgatták, személyi követőkkel vették körül őket, házkutatásokat tartottak, amelyek során Konrád naplójegyzeteinek jelentős hányadát elkobozták, a szerzőket pedig letartóztatták államellenes izgatás címén. Ügyészi figyelmeztetésben részesítették őket, és egyben tájékoztatták őket arról, hogy családostul kivándorolhatnak. Szelényi Iván élt a lehetőséggel, Konrád maradt, és a belső emigráció életformáját választotta. 
Az értelmiség útja az osztályhatalomhoz elrejtett és kicsempészett kézirata több nyelvre lefordítva nyugati kiadóknál jelent meg, és mindmáig számos egyetemen ajánlott olvasmány. 1974-ben a Die Zeit német hetilapnak adott interjúban leszögezte a publikációra vonatkozó alapelveit: "Írom, amit írok, a magyar állami kiadók kiadnak tőlem, amit akarnak, én viszont úgy jelentetem meg munkáimat, ahogy tudom." Ebben benne volt a honi szamizdat és a nyugati kiadók előzetes cenzúra és engedélyezés nélküli választása. Gyakorlatilag ettől az időtőtől fogva 1989-ig Konrád Magyarországon betiltott szerző volt, semmilyen legális jövedelme nem lehetett. Megélhetését külföldi honoráriumai biztosították. A könyvtárakban munkáit zárt anyaggá nyilvánították, tilos volt a rádióban vagy a televízióban szóhoz juttatni.
1976-ban lejárt az utazási tilalom. Minthogy már két regénye jelent meg német nyelven, a Deutscher Akademischer Austauschdienst (DAAD) berlini művészprogramjának kuratóriuma egyéves ösztöndíjat ajánlott föl neki. Konrád egy évet Berlinben, majd még egy évet amerikai kiadójának ösztöndíja révén az Amerikai Egyesült Államokban töltött. Ezalatt írta meg A cinkos című regényét.

### A nyolcvanas években
1977 és 1982 között keletkezett két esszékötete, Az autonómia kísértése és az Antipolitika. Ezek az írások már az egész európai politikai statusquot tették kérdésessé. Az Antipolitika az európai tömbrendszer alapját, a jaltai megállapodást, mint az esetleges harmadik világháború kitörésének okozóját ábrázolta. Közép-európai meditációk alcímmel jelent meg a könyv, és egyike volt ama hangoknak, melyek Közép-Európa kiválását igényelték a szovjet tömbből, az európai béke feltételeként. Konrád az elsők között prognosztizálta a vasfüggöny belátható időn belüli eltűnését. Van-e még álom Közép-Európáról című esszéjét 1984-ben olvasta föl a bécsi Schwarzenberg palotában, a bécsi egyetem által neki ítélt Herder-díj átvétele alkalmával. Esszéit az elemzők Adam Michnik, Milan Kundera, Václav Havel, Czesław Miłosz és Danilo Kiš írásaival rokonították. Németországi tartózkodása során kapcsolatba került a független békemozgalommal, mely nem csupán a rakéták számának csökkentéséről beszélt, hanem Európa és benne Németország kettéosztásának felszámolását igényelte.
1973 és 1989 között épül ki az a baráti társaság, amelyben a politikai és művészi szubkultúra találkozott, és amely függetlenítette magát a hivatalos kultúrától. Konrád a sokféleképpen megnyilvánuló demokratikus ellenzék egyik hangadó személyisége volt. Írásait megjelentette az ellenzék szamizdat-kiadványaiban, a Beszélőben, a Hírmondóban és más folyóiratokban. Könyveit Demszky Gábor AB szamizdat-kiadója jelentette meg. Gondolatait a Szabad Európa Rádiónak adott interjúiból ismerhette meg a szélesebb magyar közönség.
1982 szeptemberétől egy akadémiai éven át a Wissenschaftskolleg zu Berlin vendége, majd a következő évben a New York Institute for the Humanities ösztöndíjasa. Az elkövetkezendő négy évben Konrád megírta Kerti mulatság (1987) című regényét, amelyet 1988 őszén hazaküldött a Magvető Könyvkiadónak – ekkor már felszabadult a publikációs tilalom alól. 1986-ban meghívást kapott a Jerusalem Literary Fundtól, és egy hónapot Jeruzsálemben töltött. Főként ekkor írta azokat az esszéket, naplójegyzeteket, zsidó tárgyú meditációkat, melyeket A láthatatlan hang (1997) című kötetben gyűjtött össze. 
1992-ben és 1996-ban még visszatért Izraelbe, először egy hosszú életrajzi interjúra a Jeruzsálemi Egyetem részére, másodszor a beér-sevai Ben Gurion Egyetemen tartott előadást A zsidóság három útja címmel. 1988-ban az Amerikai Egyesült Államokban, a Colorado College-ban tanított világirodalmat. 1989-ben öt könyve jelent meg Magyarországon. 1990-ben Kossuth-díjjal tüntették ki. 1989-től kezdve, a rendszerváltás első éveiben Konrád aktívan részt vett a magyar közéletben, a demokratikus átalakulás egyik előgondolkodója volt. Alapító tagja a Szabad Demokraták Szövetségenek, kezdeményezője és egyik szóvivője a Demokratikus Chartának. Gyakori szereplője volt mind az írott, mind az elektronikus sajtónak.

### A kilencvenes években

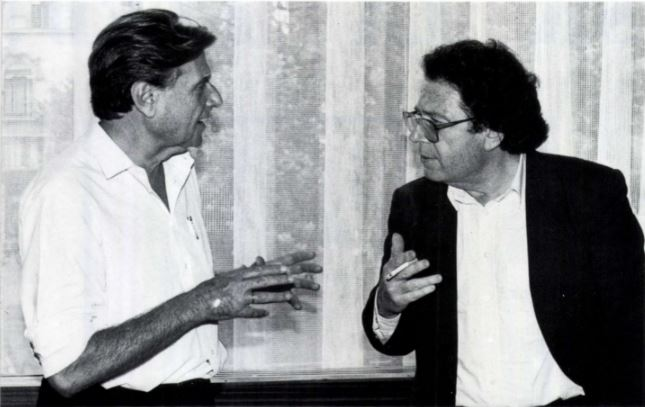
Alexandre Blokh-kal 1991-ben

1990 tavaszán a Nemzetközi P.E.N. Klub elnökévé választották. Ezt a tisztséget a terminus végéig, 1993-ig töltötte be. Sokat fáradozott a bebörtönzött és üldözött írók szabadulásáért, és kerekasztal-konferenciákra hívta meg a szétváló nemzetek íróit a megbékélés érdekében. 1991-től családostul kedvelt nyaraló és munkahelye egy Balaton-felvidéki felújított öreg ház Hegymagason. Itt írta többek között Kőóra (1995) és Hagyaték (1998) című regényeit, melyek a Kerti mulatság világát és figuráit vitték tovább. 
1997-től 2003-ig a Berlini Művészeti Akadémia (Akademie der Künste) választott elnöke volt két cikluson át. Konrád volt az ADK első külföldi elnöke, sokat tett Európa keleti és nyugati felének szellemi közelítéséért, a közép-kelet-európai és ezen belül a magyar írók és művészek bemutatásáért. Tevékenységének a német közéletben elismerő visszhangja volt. Elnökségének idején kapta a Károly-díjat (2001) és a Német Szövetségi Köztársaság Nagy Érdemkeresztjét (Das Grosse Verdienstkreuz des Bundesrepublik Deutschland).

### 2000 után
Bár regényeiben, különösképp a Kerti mulatság címűben, továbbá elszórt esszékben Konrád felidézte berettyóújfalui gyerekkorát, két utóbbi regényében – Elutazás és hazatérés (2001), Fenn a hegyen napfogyatkozáskor (2003) – kísérletet tett rá, hogy a dokumentumszerűen pontos történetet a regényes megjelenítéssel ötvözze. Az első mű egy év – 1944–1945 – történetét beszéli el, a második 50 év történetét, a huszadik század utolsó évéből, az 1999-es napfogyatkozás délelőttjétől, a Szent György-hegy csúcsáról kezdve a visszatekintést. A két regény Európában külön-külön jelent meg, New Yorkban egy kötetbe összeszerkesztve, és megnyerte a Zsidó Könyvtanács első díját a memoár és önéletrajz kategóriában.
2006-ban jelent meg Csodafigurák című kötete, Arcképek, pillanatfelvételek alcímmel. Eme arcképek többségét barátokról mintázta, egy részüket még életükben. A portrék folytatják ama sorozatot, melyeket Író és a város (2004) című kötetében jelentetett meg hosszabb esszék társaságában. Legújabb könyveiben – Kakasok bánata (2005), Inga (2008), Harangjáték (2009), Vendégkönyv (2013) – költői sűrítéssel életfilozófiáját foglalta össze.

### Magánélete
1955-ben összeházasodott évfolyamtársnőjével, Varsa Verával, 1963-ig éltek együtt. Második felesége Lángh Júlia volt, akitől Anna Dóra lánya (1965) és Miklós István fia (1967) született.
1979 óta harmadik feleségével, Lakner Judittal élt együtt, házasságukból három gyerek született: Áron (1986–2022), József (1987) és Franciska Zsuzsanna (1994). 

## Elismerések, tagságok
- 1983 Herder-díj

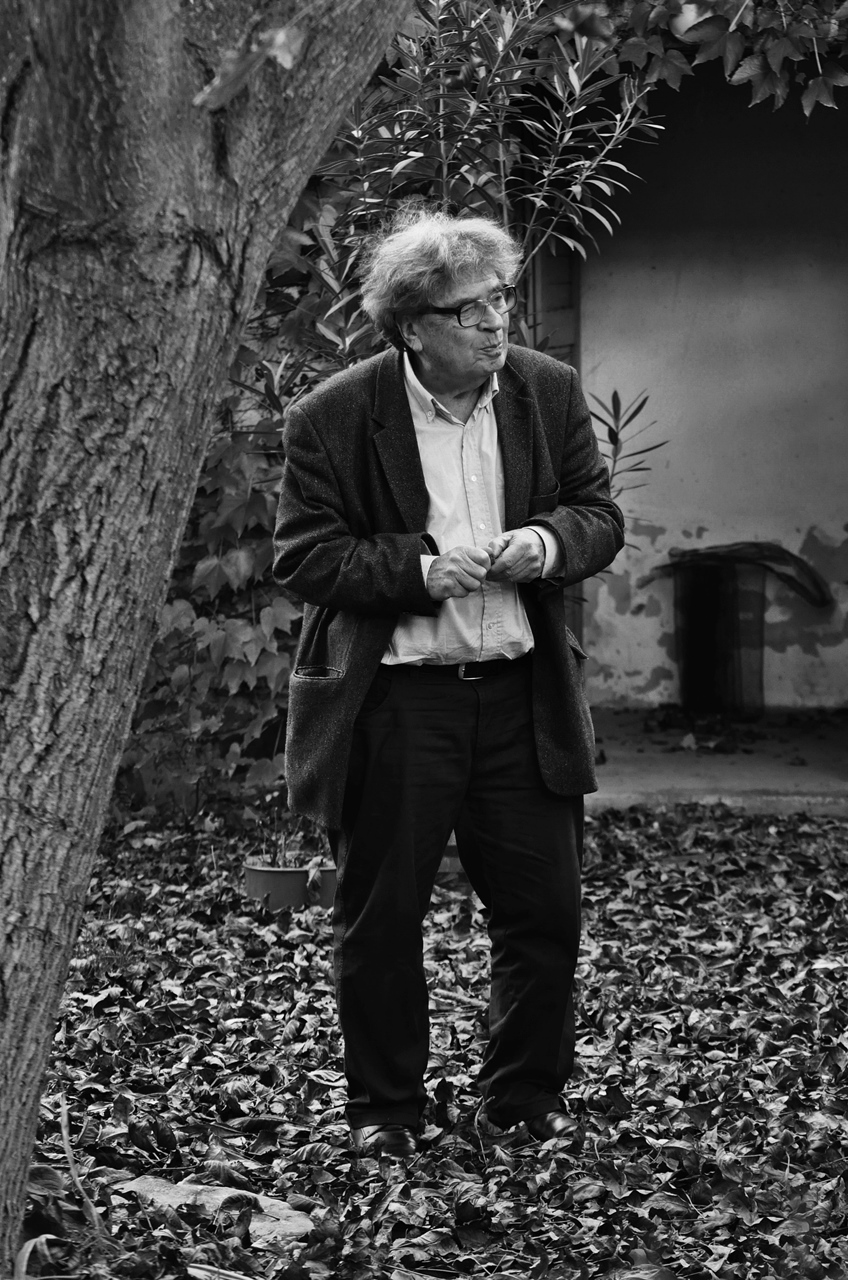
Stekovics Gáspár felvétele

- 1985 a Charles Veillon Alapítvány Európai Esszédíja
- 1986 a skandináv békeszövetség kitüntetése
- 1988 az antwerpeni Instelling Egyetem díszdoktora
- 1989 Maecenas-díj
- 1989 a mainzi Tudományos és Irodalmi Akadémia Wilhelm Heinse-medálja
- 1990 Kossuth-díj
- 1990 Manès–Sperber-díj (Bécs)
- 1991 a német könyvszakma békedíja
- 1991 a Nemzetközi PEN Club irodalmi békedíja
- 1996 a Francia Becsületrend tiszti fokozata
- 1998 A Digitális Irodalmi Akadémia alapító tagja[11]
- 1998 Közép-Európa-díj
- 1998 Sztjepan Mitrov Ljubisa-díj
- 1998 Felix Meritis-ösztöndíj (Hollandia)
- 2000 Goethe-emlékérem
- 2001 Nemzetközi Károly-díj (Aachen)[15]
- 2001 a VII. kerület díszpolgára
- 2003 A Német Szövetségi Köztársaság Nagy Érdemkeresztje
- 2003 A Magyar Köztársasági Érdemrend középkeresztje a csillaggal
- 2003 Nikola Tesla-díj
- 2004 Budapest díszpolgára
- 2007 Franz Werfel-díj
- 2008 A Zsidó Könyvtanács első díja önéletrajz és memoár kategóriában [16]
- 2015 Radnóti Miklós antirasszista díj[17]

## Művei

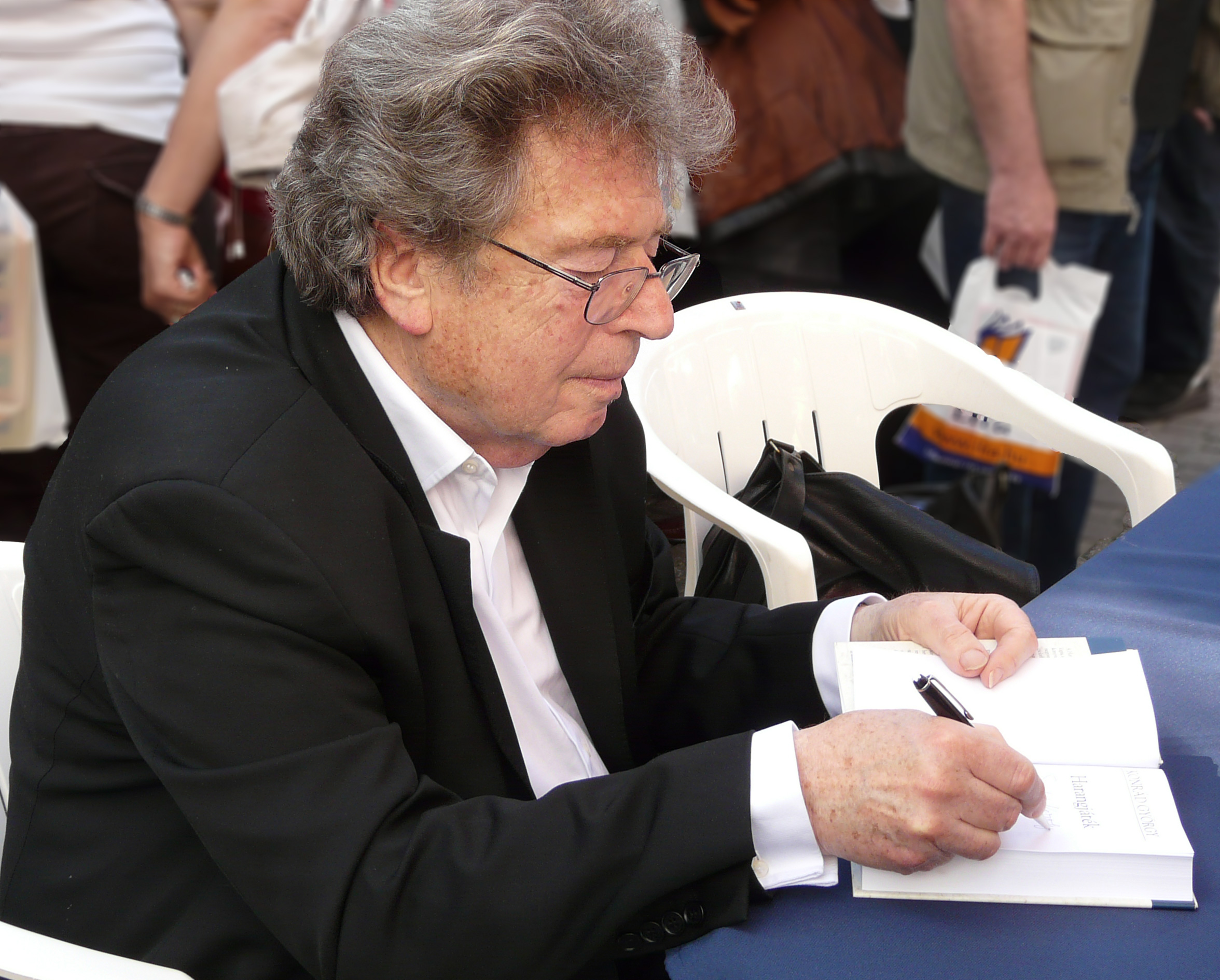
Dedikálás az Ünnepi Könyvhéten. Budapest, 2010. június.

- A látogató. Regény; Magvető, Budapest, 1969
- Szelényi Iván–Konrád György: Az új lakótelepek szociológiai problémái; Akadémiai, Budapest, 1969
- A városalapító; Magvető, Budapest, 1977[18]
- Szelényi Iván–Konrád György: Az értelmiség útja az osztályhatalomhoz. Esszé; Európai Protestáns Magyar Szabadegyetem, Bern–Párizs, 1978
- Az autonómia kísértése. Kelet-nyugati útigondolatok 1977–1979; Magyar Füzetek, Paris, 1980 (Magyar Füzetek könyvei)
- A harmadik reformkor elé. Naplójegyzetek; AB Független, Budapest, 1982
- A cinkos; AB Független, Budapest, 1982
- Szelényi Iván–Konrád György: Az értelmiség útja az osztályhatalomhoz. Esszé; Áramlat Független, Budapest, 1985
- Az autonómia kísértése. Kelet-nyugati útigondolatok 1977–1979; AB, Budapest, 1985
- Ölni vagy nem ölni?; ABC, Budapest, 1985
- Antipolitika; AB Független, Budapest, 1986
- A cinkos. Regény; Püski, New York, 1986
- Kerti mulatság; AB Független, Budapest, 1987
- A látogató; Magvető, Budapest, 1988 (Rakéta Regénytár)
- Hangulatjelentés. Hat esszé; Irodalmi Levelek, Köln–Budapest, 1989 (Irodalmi levelek)
- Jegyzetek a posztkommunista demokráciáról; s.n., Budapest, 1989
- Kerti mulatság. Regény és munkanapló; Magvető, Budapest, 1989
- A cinkos; Magvető, Budapest, 1989
- Szelényi Iván–Konrád György: Az értelmiség útja az osztályhatalomhoz. Esszé; Gondolat, Budapest, 1989
- Európa köldökén. Esszék, 1979–1989; Magvető, Budapest, 1990
- Az újjászületés melankóliája; Pátria Ny., Budapest, 1991 (Pátria könyvek)
- A városalapító; Pesti Szalon, Budapest, 1992 (csonkítatlan kiadás)
- 91–93; Pesti Szalon, Budapest, 1993
- Kőóra; Pesti Szalon, Budapest, 1994
- Várakozás. Esszék, cikkek, naplórészletek; Pesti Szalon, Budapest, 1995
- Áramló leltár. Elmélkedések; Pesti Szalon, Budapest, 1996
- A láthatatlan hang. Zsidó tárgyú elmélkedések; Palatinus, Budapest, 1997
- Hagyaték. Regény; Palatinus, Budapest, 1998
- Útrakészen. Egy berlini műteremben. Esszék, cikkek, tanulmányok; Palatinus, Budapest, 1999
- A jugoszláviai háború (és ami utána jöhet). Jegyzetek 1999-ben márciustól júniusig; Palatinus, Budapest, 1999 (Vita)
- Mit tud a levelibéka? Válogatott esszék, naplórészletek, 1973–1996; vál., szerk. Zsámboki Mária; Palatinus, Budapest, 2000
- Szelényi Iván–Konrád György: Urbanizáció és területi gazdálkodás; JGYF, Szeged, 2000
- Elutazás és hazatérés. Részletek Konrád György önéletrajzi regényéből; Tónus Bt., Budapest, 2001 (Bihari füzetek)
- Elutazás és hazatérés. Önéletrajzi regény; Noran, Budapest, 2001
- Fenn a hegyen napfogyatkozáskor. Önéletrajzi regény; Noran, Budapest, 2003
- A közép tágulása. Gondolkodás Európáról; Noran, Budapest, 2004
- Az író és a város. Esszék, előadások; Noran, Budapest, 2004
- Kakasok bánata; Noran, Budapest, 2005
- Csodafigurák. Portrék és pillanatfelvételek; Noran, Budapest, 2006
- Hagyaték. Regény; 2. jav. kiad.; Noran, Budapest, 2007
- Inga; Noran, Budapest, 2008
- Harangjáték; Európa, Budapest, 2009
- Marianna D. Birnbaum: Esterházy, Konrád, Spiró Jeruzsálemben. Három beszélgetés; Magvető, Budapest, 2010
- Zsidókról; Európa, Budapest, 2010
- A város arca. Pécsi portrék. Konrád György beszélgetései; kérdezőtárs Ágoston Zoltán; Művészetek és Irodalom Háza, Pécs, 2011
- Vendégkönyv. Tűnődések a szabadságról. Naplóregény; Európa, Budapest, 2013[19]
- Itt, Európában; Európa, Budapest, 2014
- Falevelek szélben. Ásatás 1.; Magvető, Budapest, 2017
- Öreg erdő. Ásatás 2.; Magvető, Budapest, 2018
- Sétabot. Ásatás 3.; Magvető, Budapest, 2020
- Élethosszig tartó regény. Rácz Lajos beszélgetései Konrád Györggyel; Tiszatáj Alapítvány, Szeged, 2021 (Tiszatáj könyvek)
- Alkalmi látogató. Konrád György beszélget; szerk. Kőrössi P. József; Gondolat, Budapest, 2024

## Irodalma
- Hans-Peter Burmeister: György Konrád, eine Stimme aus Mitteleuropa („Konrád György: egy hang Közép-Európából”), Evangelische Akademie, Loccum, 1996. ISBN 3-8172-5894-1
- Egy részletes szakirodalmi listát a Digitális Irodalmi Akadémia állított össze róla[20]

### Az interneten olvasható írásai
- Konrád György „Orando et laborando” című írása
- Konrád György beszéde az Újvidéki Egyetem díszdoktorává választása alkalmából
- Konrád György „Van-e bűnös sértett nélkül?” című írása
- Beszélgetés Konrád Györggyel a Karinthy Frigyes Gimnáziumban, 2001-ben